# Liessies
Liessies est une commune française située dans le département du Nord (59), en région Hauts-de-France. Ses habitants sont appelés les Laetitiens.
Le territoire de la commune est situé dans le parc naturel régional de l'Avesnois.

## Géographie

### Localisation
Liessies se situe dans le sud-est du département du Nord (Hainaut) en plein cœur du parc naturel régional de l'Avesnois. L'Avesnois est connu pour ses prairies, son bocage et son relief un peu vallonné dans sa partie sud-est (début des contreforts des Ardennes), dite « petite Suisse du Nord ».
En fait, Liessies fait partie administrativement de l'Avesnois, géologiquement des Ardennes, historiquement du Hainaut et ses paysages rappellent la Thiérache.
La commune se trouve à 110 km de Lille (préfecture du Nord), Bruxelles (Belgique) ou Reims (Marne), à 55 km de Valenciennes, Mons, 40 km de Charleroi, à 14 km d'Avesnes-sur-Helpe (sous-préfecture) et 10 km de Fourmies. La frontière avec la Belgique se trouve à quelques kilomètres.
Liessies est traversée par la « voie verte de l'Avesnois », sentier réservé aux déplacements pédestres et à bicyclette. Le tracé s'inscrit dans le projet européen EuroVelo 3. Dénommé « route des pèlerins », le parcours doit permettre de relier Trondheim (Norvège) à Saint-Jacques-de-Compostelle (Espagne) par des voies réservées aux piétons et cyclotouristes.
Le territoire de la commune est limitrophe de ceux de cinq communes :
|               | Felleries |         |
| Ramousies     | Liessies  | Willies |
| Sains-du-Nord |           | Trélon  |

### Géologie et relief
La superficie de la commune est de 17,6 km2 ; son altitude varie de 157  à   234 mètres.

### Hydrographie

#### Réseau hydrographique
La commune est située dans le bassin Artois-Picardie. Elle est drainée par l'Helpe Majeure, le ruisseau de la Patûre aux Boeufs, la Chapelle Sainte-Hiltrude, la Maison Forestière de Sains, la Perrière, le Château de la Motte, le Culot, le Grimoux, le Paradis, le Pont de Sains, le Rieu Trouble, le ruisseau de la Garde de willies et un autre petit cours d'eau,.
L'Helpe Majeure, d'une longueur de 69 km, prend sa source dans la commune de Ohain et se jette  dans la Sambre canalisée à Noyelles-sur-Sambre, après avoir traversé 18 communes. Les caractéristiques hydrologiques de l'Helpe Majeure sont données par la station hydrologique située sur la commune. Le débit moyen mensuel est de 2,35 m3/s. Le débit moyen journalier maximum est de 52,7 m3/s, atteint lors de la crue du 16 juillet 2021. Le débit instantané maximal est quant à lui de 61,6 m3/s, atteint le même jour.

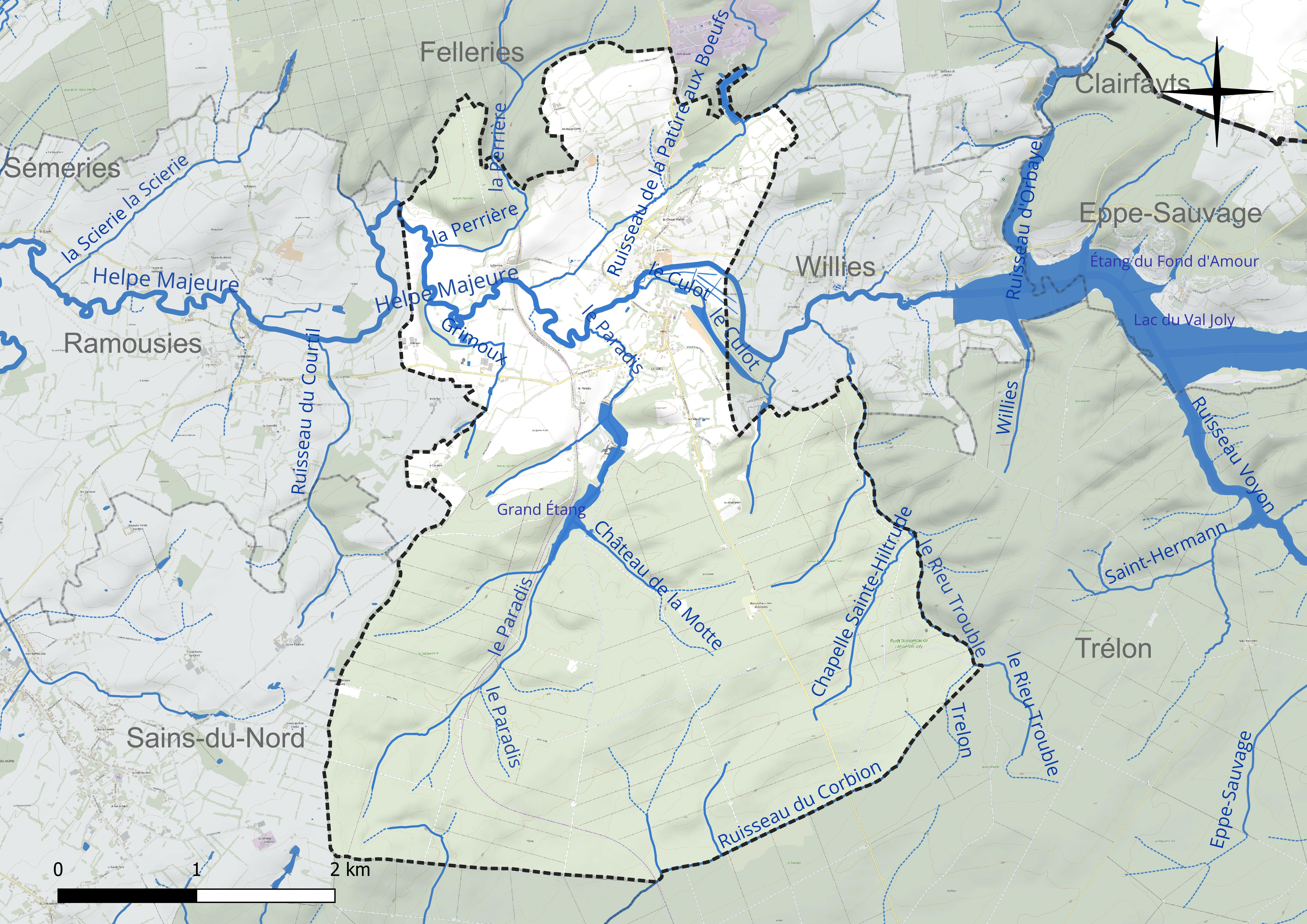
Réseau hydrographique de Liessies.

Deux plans d'eau complètent le réseau hydrographique : le Grand étang (5,1 ha) et l'étang de Breucq (0,3 ha),.

#### Gestion et qualité des eaux
Le territoire communal est couvert par le schéma d'aménagement et de gestion des eaux (SAGE) « Sambre ». Ce document de planification concerne un territoire de 1 253 km2 de superficie, délimité par le bassin versant de la Sambre. Le périmètre a été arrêté le 1er novembre 2003 et le SAGE proprement dit a été approuvé le 21 septembre 2012, puis modifié le 18 août 2022. La structure porteuse de l'élaboration et de la mise en œuvre est le syndicat mixte du Parc naturel régional de l'Avesnois.
La qualité des cours d'eau peut être consultée sur un site dédié géré par les agences de l'eau et l'Agence française pour la biodiversité.

### Climat
Pour des articles plus généraux, voir Climat des Hauts-de-France et Climat du Nord.
En 2010, le climat de la commune est de type climat des marges montargnardes, selon une étude du CNRS s'appuyant sur une série de données couvrant la période 1971-2000. En 2020, Météo-France publie une typologie des climats de la France métropolitaine dans laquelle la commune est exposée à un climat océanique altéré et est dans la région climatique Nord-est du bassin Parisien, caractérisée par un ensoleillement médiocre, une pluviométrie moyenne régulièrement répartie au cours de l'année et un hiver froid (3 °C).
Pour la période 1971-2000, la température annuelle moyenne est de 9,8 °C, avec une amplitude thermique annuelle de 14,9 °C. Le cumul annuel moyen de précipitations est de 869 mm, avec 13,1 jours de précipitations en janvier et 10,1 jours en juillet. Pour la période 1991-2020, la température moyenne annuelle observée sur la station météorologique la plus proche, située sur la commune de Saint-Hilaire-sur-Helpe à 13 km à vol d'oiseau, est de 10,5 °C et le cumul annuel moyen de précipitations est de 802,4 mm,. Pour l'avenir, les paramètres climatiques de la commune estimés pour 2050 selon différents scénarios d'émission de gaz à effet de serre sont consultables sur un site dédié publié par Météo-France en novembre 2022.

### Milieux naturels et biodiversité

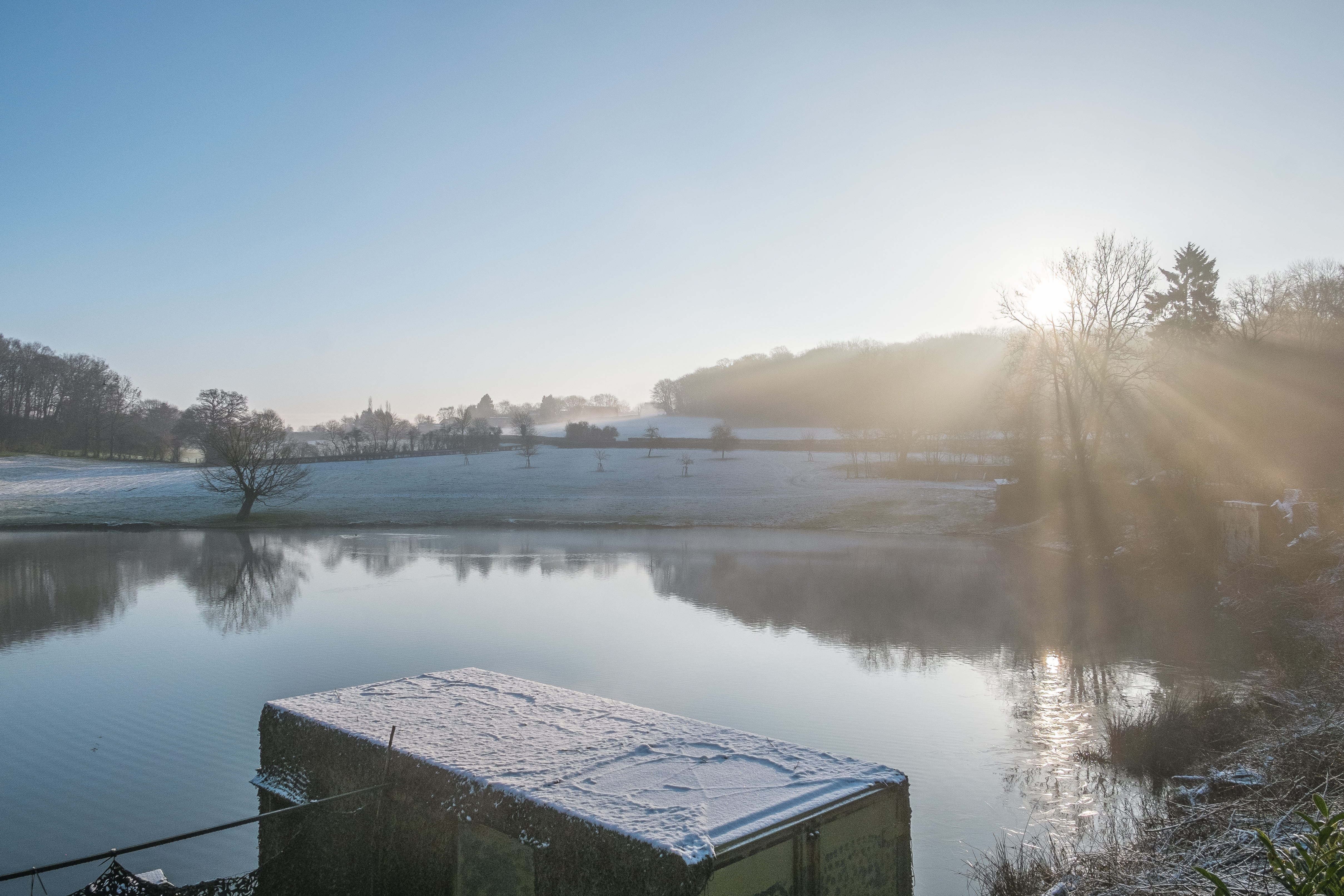
L'étang de la Forge, près du château de la Motte.

#### Espace protégé et géré
La protection réglementaire est le mode d'intervention le plus fort pour préserver des espaces naturels remarquables et leur biodiversité associée.
Dans ce cadre, le territoire de la commune fait partie d'un espace protégé : le parc naturel régional de l'Avesnois.

#### Zones naturelles d'intérêt écologique, faunistique et floristique
L'inventaire des zones naturelles d'intérêt écologique, faunistique et floristique (ZNIEFF) a pour objectif de réaliser une couverture des zones les plus intéressantes sur le plan écologique, essentiellement dans la perspective d'améliorer la connaissance du patrimoine naturel national et de fournir aux différents décideurs un outil d'aide à la prise en compte de l'environnement dans l'aménagement du territoire.
Le territoire communal comprend six ZNIEFF de type 1 : 
- l'étang du château de la Motte[25] ;
- la forêt de Trélon et ses lisières[26] ;
- la forêt domaniale de l'Abbé-Val Joly et ses lisières[27] ;
- le bois de la Garde de Belleux et bois du Cheneau[28] ;
- le bois de la Fagne de Sains[29] ;
- la vallée de l'Helpe majeure entre le lac du Val Joly et Ramousies[30].

et une ZNIEFF de type 2 : le complexe écologique de la Fagne forestière.

#### Sites Natura 2000
Le réseau Natura 2000 est un réseau écologique européen de sites naturels d'intérêt écologique élaboré à partir des directives « habitats » et « oiseaux ». Ce réseau est constitué de zones spéciales de conservation (ZSC) et de zones de protection spéciale (ZPS). Dans les zones de ce réseau, les États Membres s'engagent à maintenir dans un état de conservation favorable les types d'habitats et d'espèces concernés, par le biais de mesures réglementaires, administratives ou contractuelles.
Deux sites Natura 2000 ont été définis sur la commune : 
- les forêts, bois, étangs et bocage herbager de la Fagne et du plateau d'Anor, site d'importance communautaire (SIC)[33] ;
- la forêt, bocage, étangs de Thiérache, zone de protection spéciale[34].

## Urbanisme

### Typologie
Au 1er janvier 2024, Liessies est catégorisée commune rurale à habitat dispersé, selon la nouvelle grille communale de densité à sept niveaux définie par l'Insee en 2022.
Elle est située hors unité urbaine et hors attraction des villes,.

### Occupation des sols
L'occupation des sols de la commune, telle qu'elle ressort de la base de données européenne d'occupation biophysique des sols Corine Land Cover (CLC), est marquée par l'importance des forêts et milieux semi-naturels (67,5 % en 2018), une proportion identique à celle de 1990 (67,5 %). La répartition détaillée en 2018 est la suivante : 
forêts (65,6 %), prairies (25,8 %), zones urbanisées (3,2 %), terres arables (2,2 %), milieux à végétation arbustive et/ou herbacée (1,9 %), espaces verts artificialisés, non agricoles (1,2 %). L'évolution de l'occupation des sols de la commune et de ses infrastructures peut être observée sur les différentes représentations cartographiques du territoire : la carte de Cassini (XVIIIe siècle), la carte d'état-major (1820-1866) et les cartes ou photos aériennes de l'IGN pour la période actuelle (1950 à aujourd'hui).

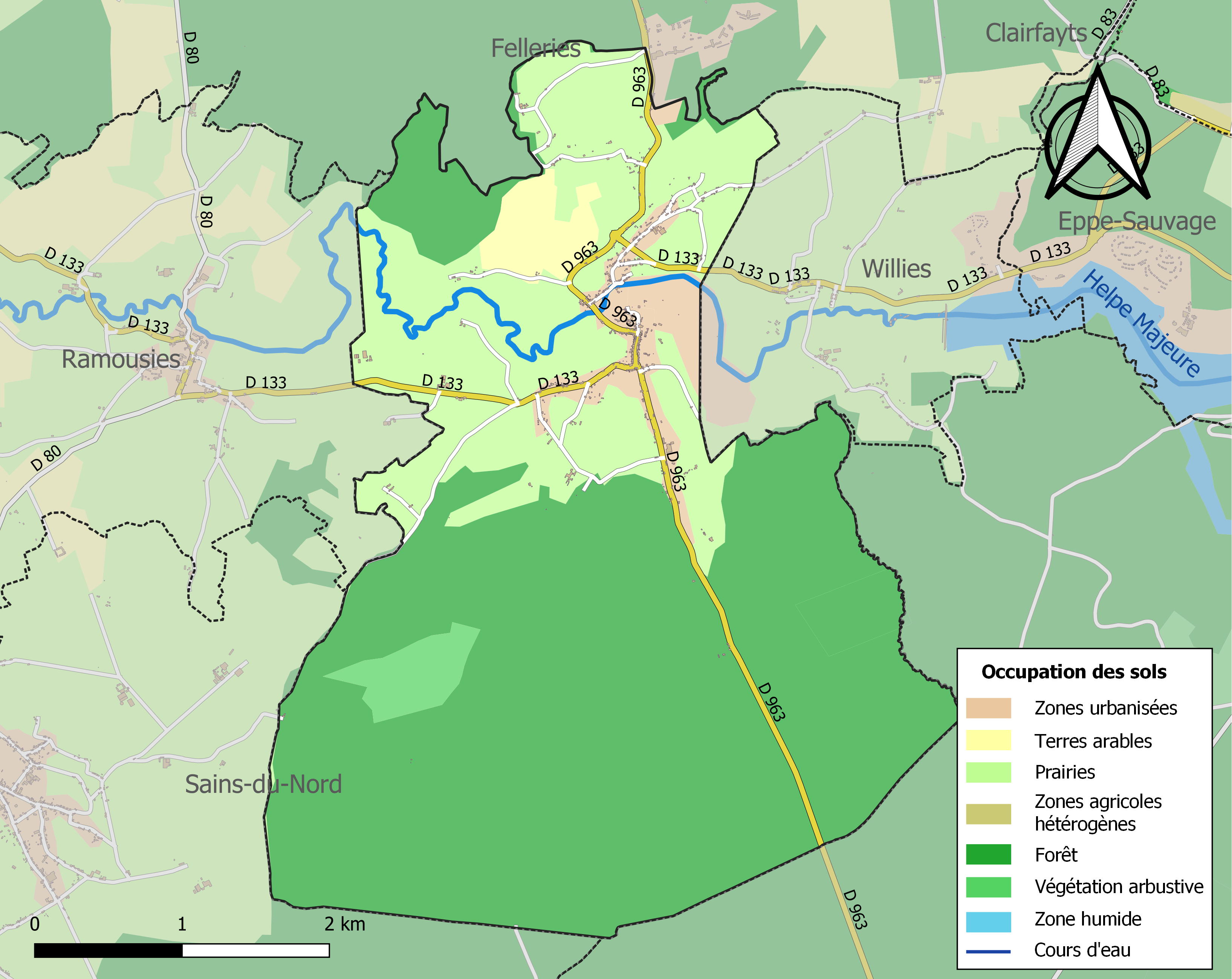
Carte des infrastructures et de l'occupation des sols de la commune en 2018 (CLC).

## Toponymie
Le nom de la localité est attesté sous les formes Lietziis (1095), Lietiis (1102), Lætiis (1107), Villa Letiensis (1107), Leciensis (1110), Lesciensis (1115, 1126, 1129, 1138, 1139, 1142, 1180), Lisciensis (1115), Lietiensis (1121), Lietscensis (1122), Lietzensis (1122), Letiensis (1138, 1142, 1147, 1173, 1176, 1198, 1211), Lętiensis (1145), Liciensis (1146), Lesciis (1162), Liessiensis (1197), Letiis (1162), Ecclesia Lætiensis (1172), Leties (1198), Lescies (1209), Liciis (1211), Lietsiensis (1212), Lessiis, Lessiensis (1224), Monasterium Liessinense (1247), Ecclesia Liessensis (1250), Lyessies (1327), Liessis (1339).
Plusieurs étymologies ont été proposées,:
- Lætitia (liesse), comme pour Liesse-Notre-Dame, d'où le gentilé,
- un peuplement de Lètes (Læti en latin), soldats germaniques enrôlés dans les armées romaines puis autorisés à leur affranchissement a fonder des colonies aux marges de l'Empire romain, et notamment en Gaule Belgique,
- un anthroponyme romain, Lætus (Lié en français) ou un anthroponyme germanique, Leudtso, qui a donné Leudtsiacas, « appartenant à Leudtso ».

## Histoire
- 751 : Fondation de L'abbaye de Liessies.
- 843 : Avec le traité de Verdun, le partage de l'Empire carolingien entre les trois petits fils de Charlemagne octroie à Lothaire I la Francie médiane qui comprend le Hainaut dont fait partie le village.
- 855 : avec le traité de Prüm qui partage la Francie médiane entre les trois fils de Lothaire I, le Hainaut est rattaché à la Lotharingie dont hérite Lothaire II.
- 870 : avec le traité de Meerssen après la mort de Lothaire II, une partie de la Lotharingie dont fait partie le Hainaut est rattachée à la Francie occidentale.
- 880 : avec le traité de Ribemont en 880, le Hainaut est rattaché à la Francie orientale qui deviendra le Saint-Empire romain germanique en 962.
- 1146 : séjour de saint Bernard de Clairvaux qui vient prêcher la deuxième croisade.
- Présence jusqu'à la Révolution française d'une puissante abbaye dont quelques rares vestiges (bâtiments) existent encore dans le village (dans le parc non loin de l'église). Peu avant la révolution, elle était (en 1768) présentée par un dictionnaire français comme « une riche  abbaye régulière de Bénédictins, qui jouit de plus de vingt-cinq mille livres de rente »[42].

- 1816 à 1818 : Occupation par les troupes russes ; les moines de l'abbaye sont chassés et l'abbaye pillée puis dégradée.
- Le 29 août 1885, la ligne de chemin de fer Maubeuge - Fourmies est inaugurée. Le tracé passe par Rousies, Ferrière-la-Grande, Ferrière-la-Petite, Sars-Poteries, Solre-le-Château, Liessies, Trélon-Glageon.
- 1914-1918 : Les allemands arrivent dans le village de Liessies le mardi 25 août 1914. Le village se trouvera en zone occupée jusque début novembre 1918.

## Politique et administration
Maire en 1802-1803 : Alexandre Machelart.

Maire en 1807 : Dewez.
| Période                                  | Période                   | Identité          | Étiquette | Qualité                                                |
| ---------------------------------------- | ------------------------- | ----------------- | --------- | ------------------------------------------------------ |
| Les données manquantes sont à compléter. |                           |                   |           |                                                        |
| 1920                                     | 1933                      | Paul Guinet       |           |                                                        |
| Les données manquantes sont à compléter. |                           |                   |           |                                                        |
| mars 1988                                | mars 2008                 | Jean Bethencourt  |           |                                                        |
| mars 2008                                | mars 2014                 | Alain Richard     |           |                                                        |
| mars 2014                                | mai 2020                  | Michel Schuermans |           | Proviseur au lycée Jessé-de-Forest d'Avesnes-sur-Helpe |
| mai 2020,                                | En cours (au 26 mai 2020) | Alain Richard     |           | Agriculteur retraité                                   |

## Population et société

### Démographie

#### Évolution démographique
L'évolution du nombre d'habitants est connue à travers les recensements de la population effectués dans la commune depuis 1793. Pour les communes de moins de 10 000 habitants, une enquête de recensement portant sur toute la population est réalisée tous les cinq ans, les populations de référence des années intermédiaires étant quant à elles estimées par interpolation ou extrapolation. Pour la commune, le premier recensement exhaustif entrant dans le cadre du nouveau dispositif a été réalisé en 2008.

En 2022, la commune comptait 529 habitants, en évolution de −0,38 % par rapport à 2016 (Nord : +0,51 %, France hors Mayotte : +2,11 %).
| 1793 | 1800 | 1806 | 1821 | 1831  | 1836  | 1841  | 1846  | 1851  |
| ---- | ---- | ---- | ---- | ----- | ----- | ----- | ----- | ----- |
| 759  | 688  | 836  | 963  | 1 015 | 1 113 | 1 194 | 1 211 | 1 173 |

| 1856  | 1861  | 1866  | 1872 | 1876 | 1881 | 1886 | 1891 | 1896 |
| ----- | ----- | ----- | ---- | ---- | ---- | ---- | ---- | ---- |
| 1 105 | 1 061 | 1 000 | 974  | 935  | 970  | 882  | 806  | 704  |

| 1901 | 1906 | 1911 | 1921 | 1926 | 1931 | 1936 | 1946 | 1954 |
| ---- | ---- | ---- | ---- | ---- | ---- | ---- | ---- | ---- |
| 697  | 733  | 698  | 643  | 672  | 694  | 632  | 633  | 610  |

| 1962 | 1968 | 1975 | 1982 | 1990 | 1999 | 2006 | 2008 | 2013 |
| ---- | ---- | ---- | ---- | ---- | ---- | ---- | ---- | ---- |
| 661  | 638  | 597  | 513  | 531  | 501  | 531  | 539  | 533  |

| 2018 | 2022 | - | - | - | - | - | - | - |
| ---- | ---- | - | - | - | - | - | - | - |
| 536  | 529  | - | - | - | - | - | - | - |

#### Pyramide des âges
La population de la commune est relativement jeune.
En 2018, le taux de personnes d'un âge inférieur à 30 ans s'élève à 31,9 %, soit en dessous de la moyenne départementale (39,5 %). À l'inverse, le taux de personnes d'âge supérieur à 60 ans est de 21,3 % la même année, alors qu'il est de 22,5 % au niveau départemental.
En 2018, la commune comptait 271 hommes pour 265 femmes, soit un taux de 50,56 % d'hommes, largement supérieur au taux départemental (48,23 %).
Les pyramides des âges de la commune et du département s'établissent comme suit.
| Hommes | Classe d’âge | Femmes |
| ------ | ------------ | ------ |
| 0,4    | 90 ou +      | 0,4    |
| 5,5    | 75-89 ans    | 8,7    |
| 15,1   | 60-74 ans    | 12,5   |
| 26,6   | 45-59 ans    | 26,0   |
| 19,6   | 30-44 ans    | 21,5   |
| 15,1   | 15-29 ans    | 13,6   |
| 17,7   | 0-14 ans     | 17,4   |

| Hommes | Classe d’âge | Femmes |
| ------ | ------------ | ------ |
| 0,5    | 90 ou +      | 1,4    |
| 5,3    | 75-89 ans    | 8,1    |
| 14,8   | 60-74 ans    | 16,2   |
| 19,1   | 45-59 ans    | 18,4   |
| 19,5   | 30-44 ans    | 18,7   |
| 20,7   | 15-29 ans    | 19,1   |
| 20,2   | 0-14 ans     | 18     |

## Culture locale et patrimoine

### Lieux et monuments
- L'abbaye de Liessies.
- L'église Sainte-Hiltrude en Avesnois (vitrail d'Alain Mongrenier).
- La chapelle Sainte-Hiltrude.
- Le château de la Motte.

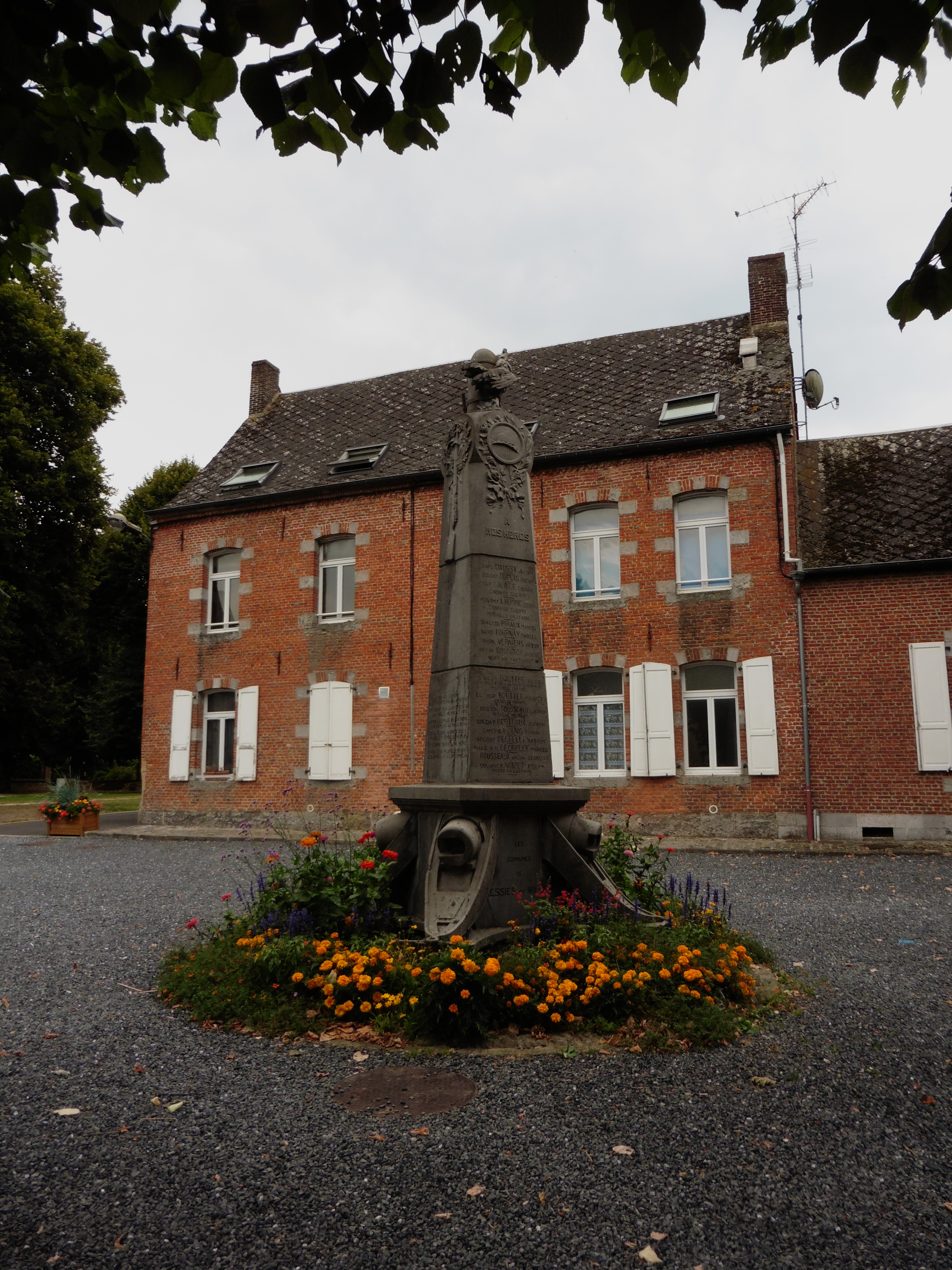
La mairie et le monument aux morts.
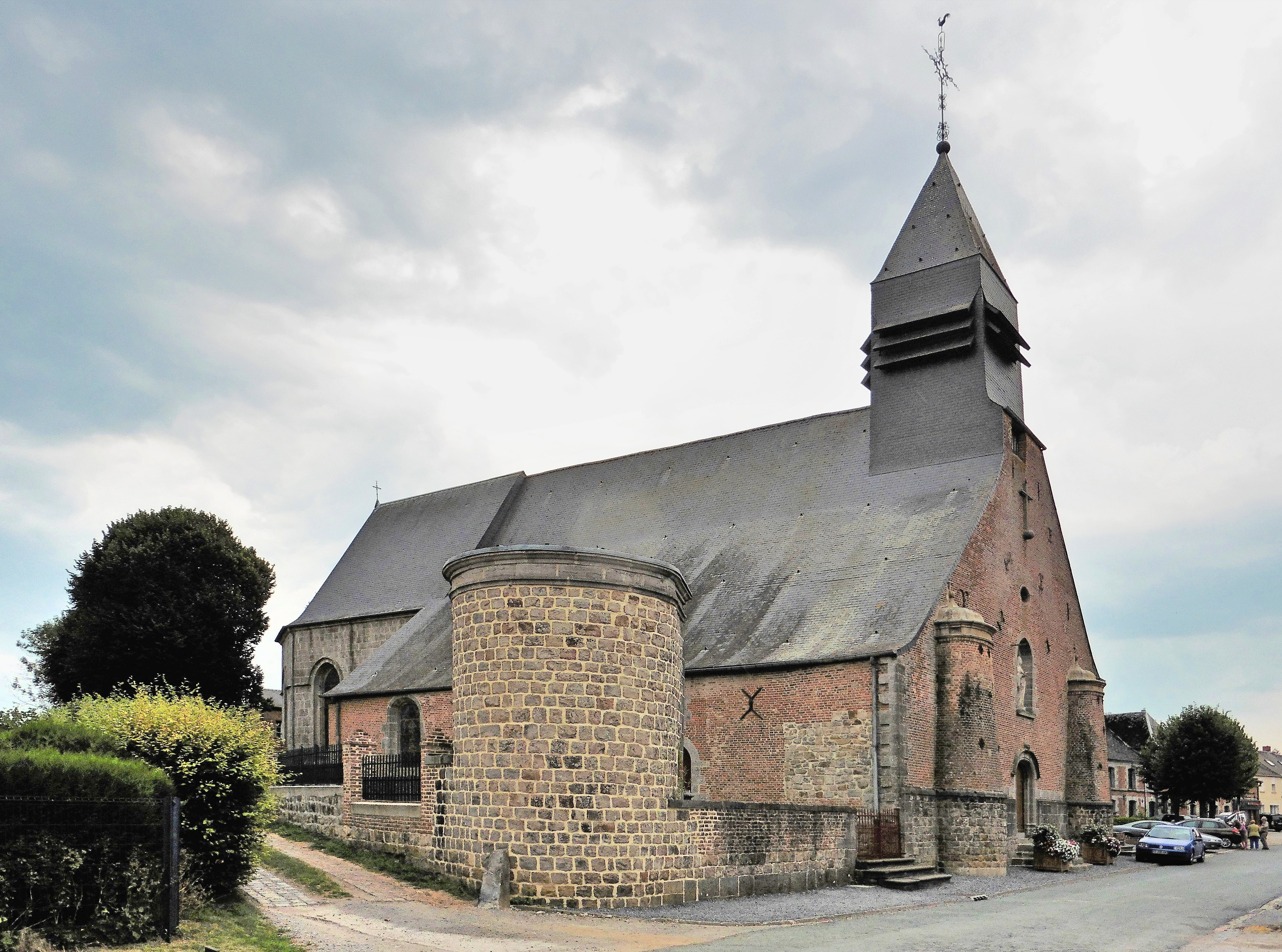
L'église Sainte-Hiltrude en Avesnois.
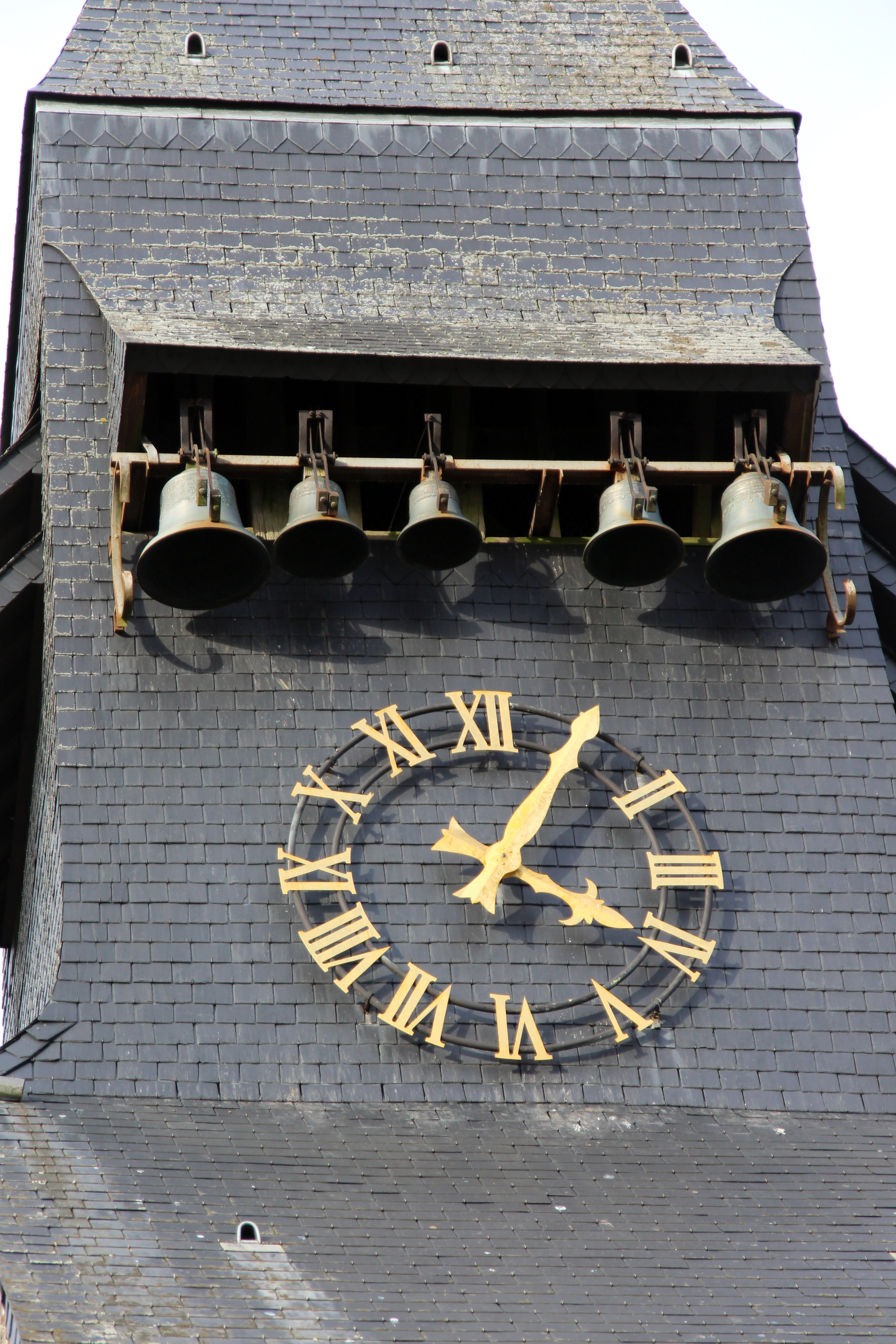
Le clocher de l'église.
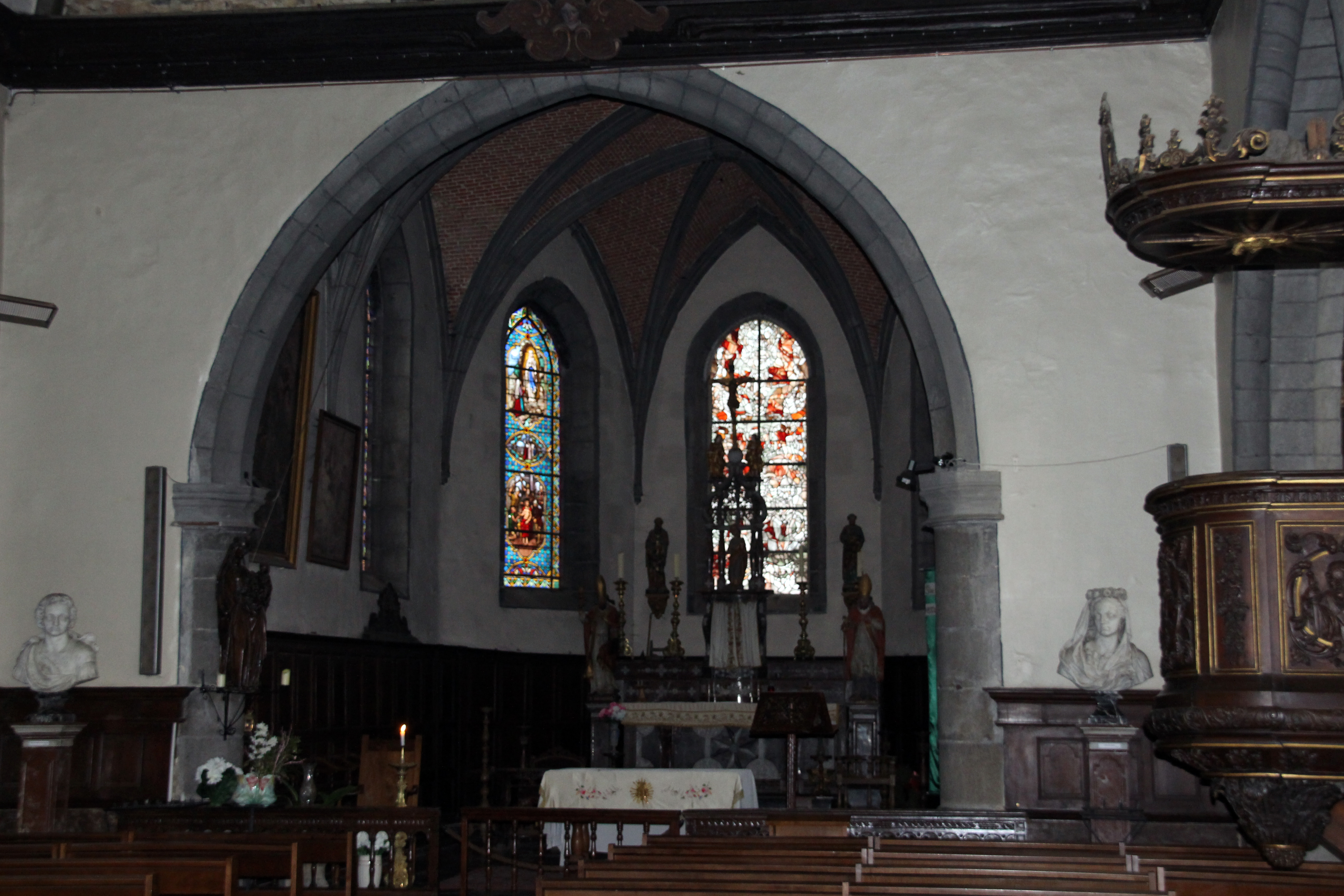
L'ntérieur de l'église.
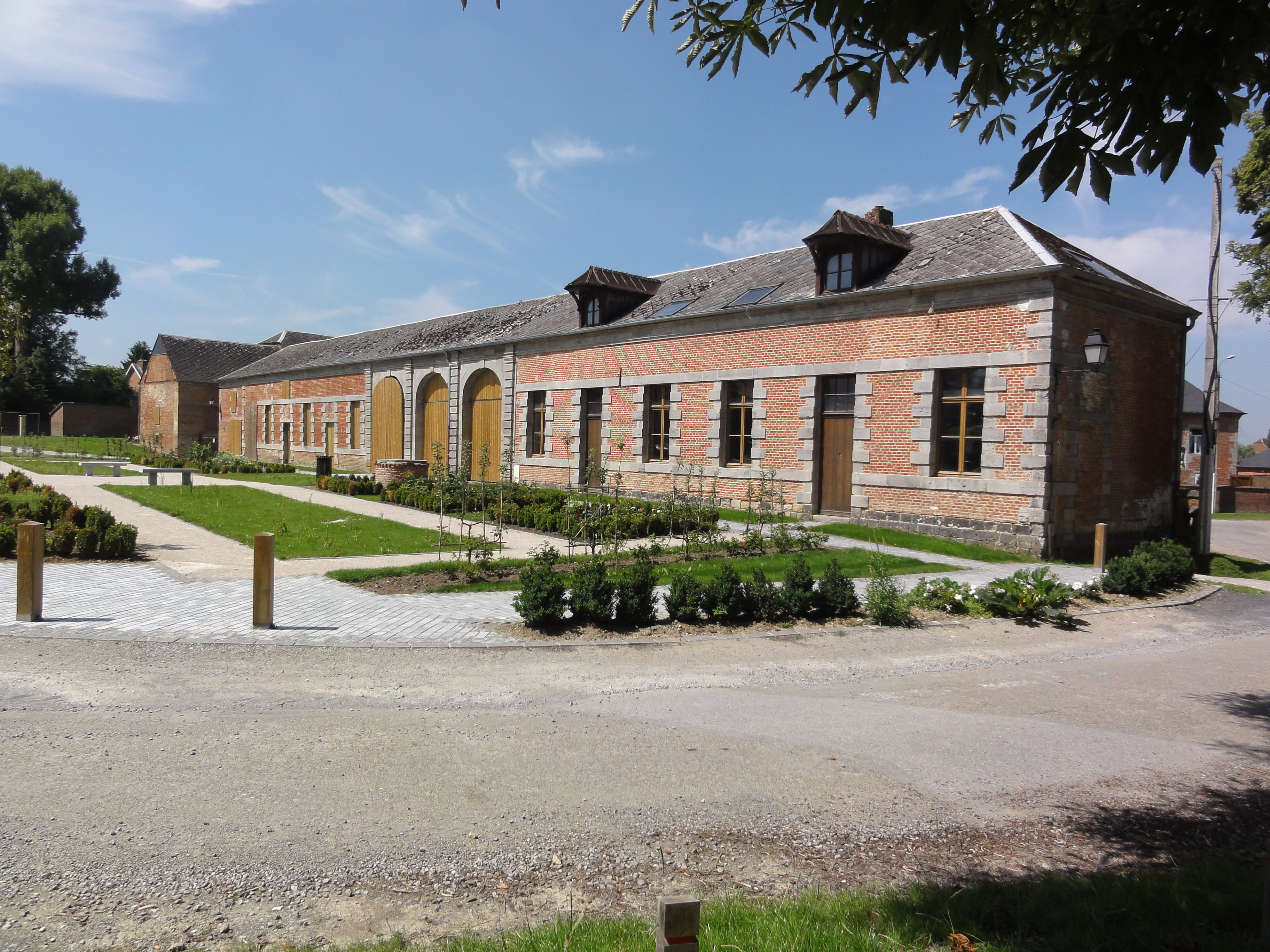
Les communs de l'ancienne abbaye.
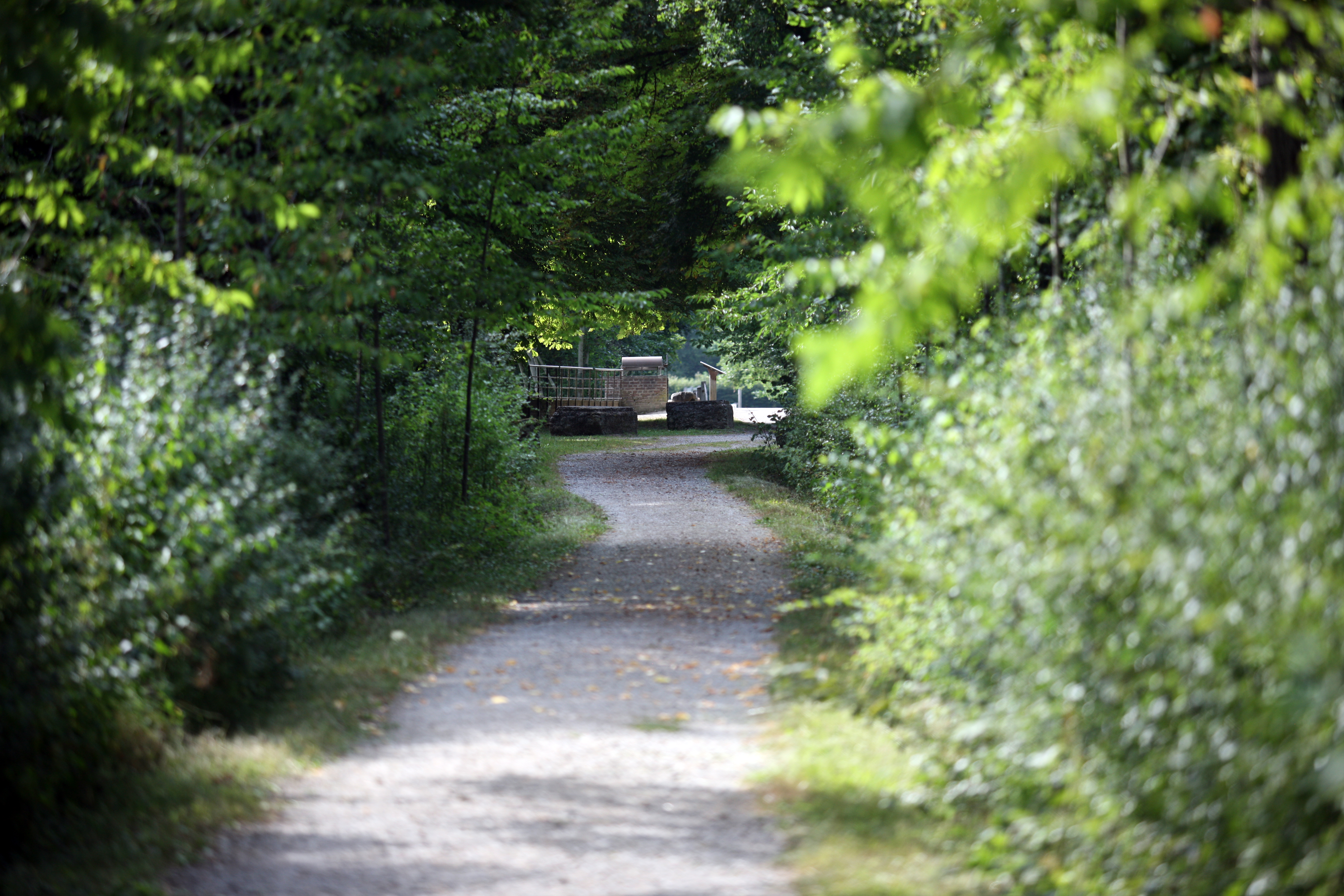
Une allée du parc de l'abbaye.
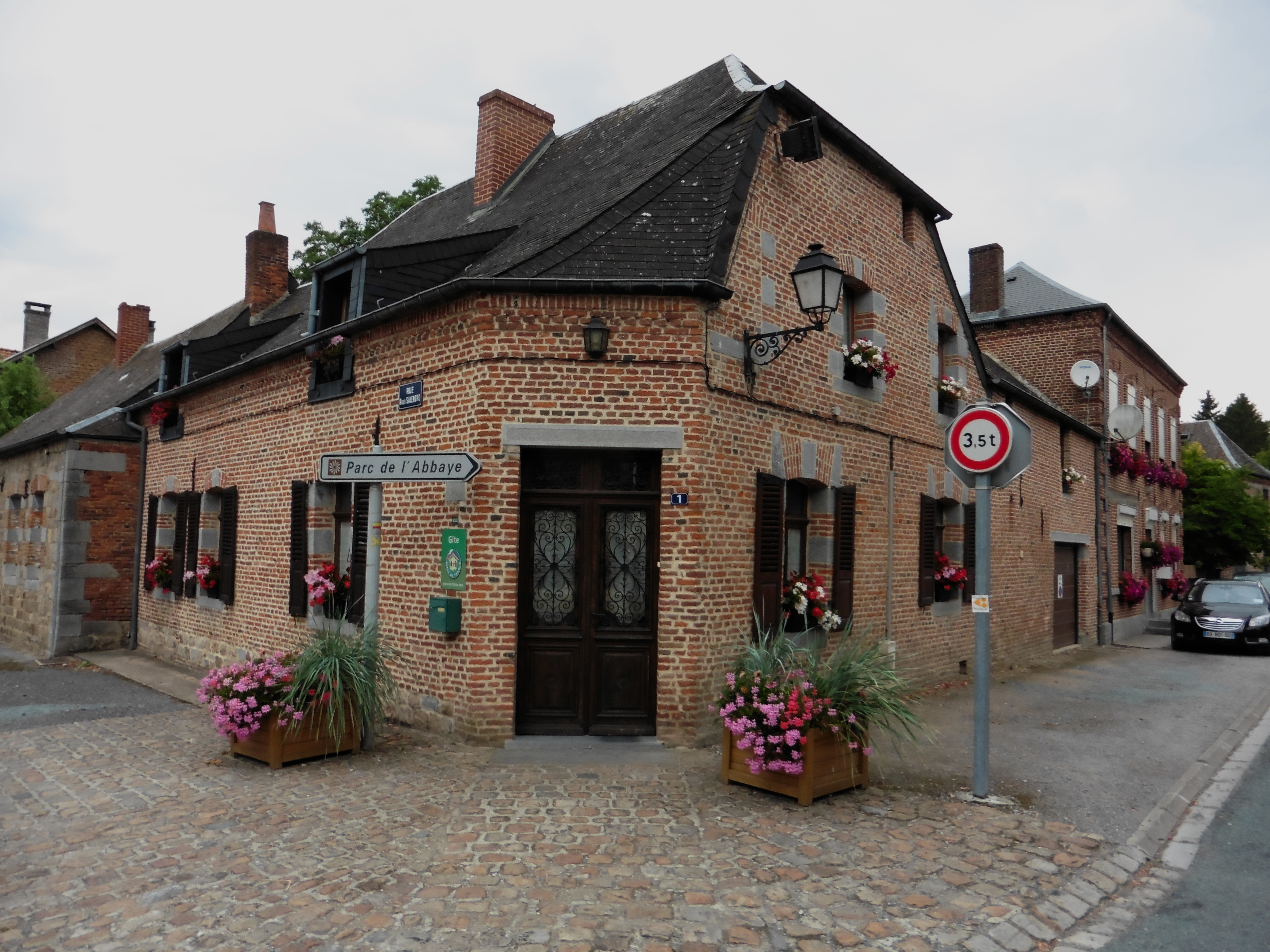
Le gîte de France.
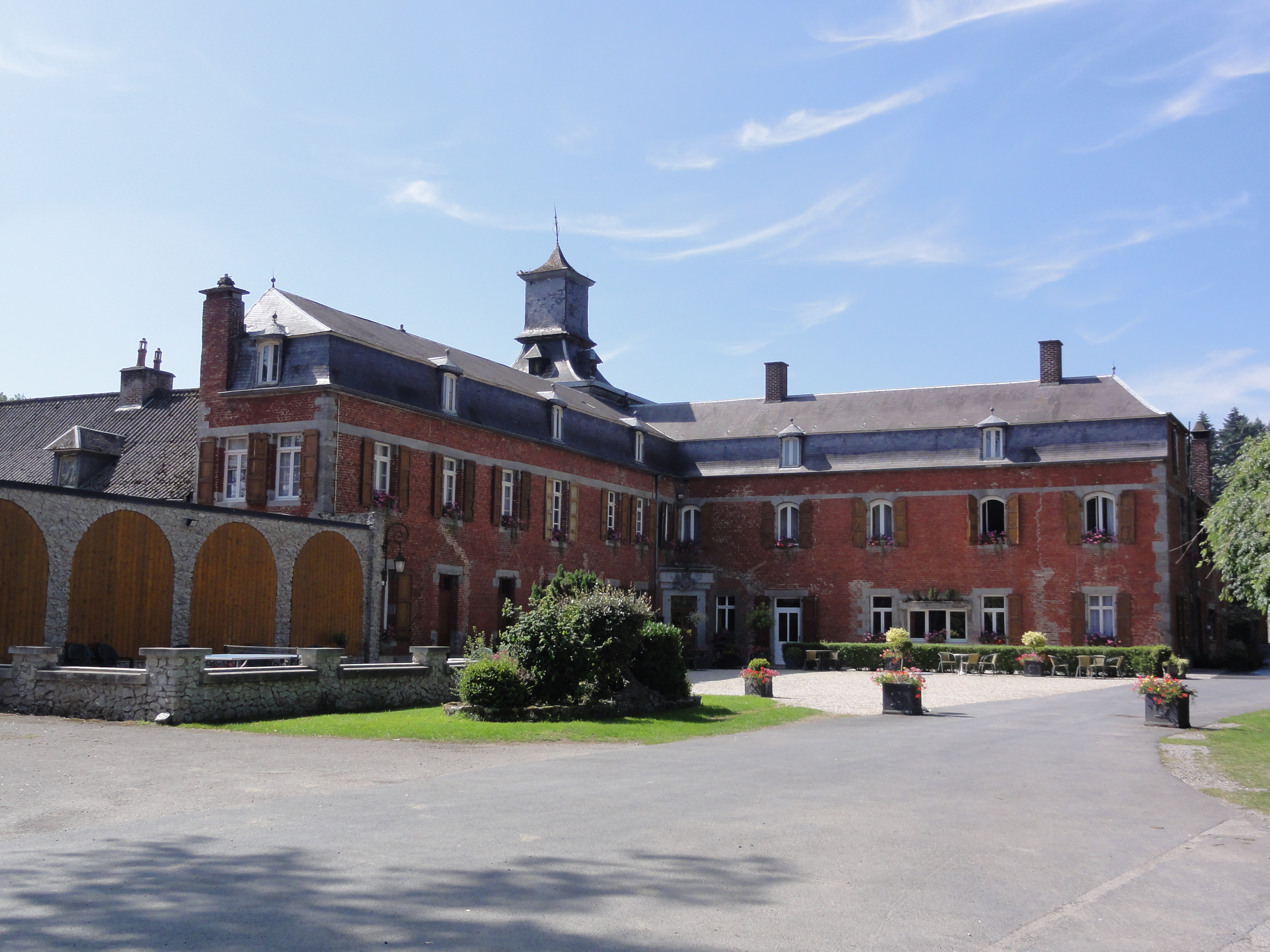
Le château de la Motte.
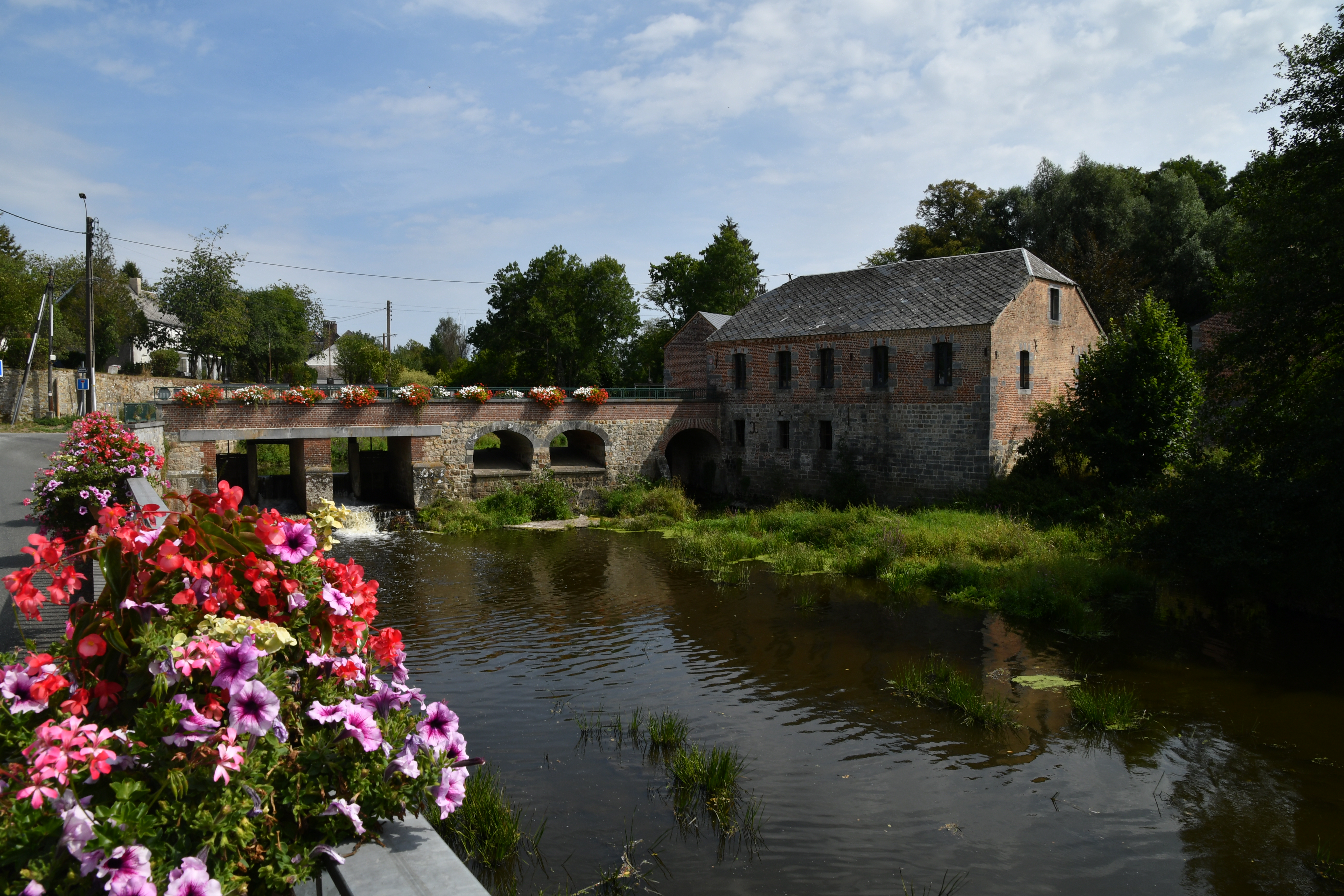
L'ancien moulin et barrage sur l' Helpe Majeure.

### Personnalités liées à la commune
- Angélique de Rouillé
- Sainte Hiltrude

### Héraldique
|  | Les armes de Liessies se blasonnent ainsi : D'argent à une hure de sanglier de sable, défendue du champ et lampassée de gueules. |

## Pour approfondir